# Takiyya
Takiyya of Taqqiyya (التقية - 'vrees') (ook gespeld als Taqiyya/Takiyyah/Taqiya/Tuqya) geldt in de islam als een toegestane gedragsregel om het geloof onder bedreiging of dwang te verbergen. Takiyya is een theologisch concept en betekent 'zich beschermen tegen'. Het leerstuk staat moslims toe om hun geloof te verbergen of loochenen als ze bedreigd of vervolgd worden.

## Basis in de Koran
Het begrip werd oorspronkelijk als een praktisch principe in de Koran geïntroduceerd en baseert zich op de verzen (ayaat) uit (Soera Het Geslacht van Imraan 28) en (Soera De Bijen 106), op Hadith, tafsir-literatuur en juridische geschriften. Soera Het Geslacht van Imraan 28 zegt: "Laat een gelovige een ongelovige niet als vriend of helper verkiezen boven een gelovige. Als een gelovige een ongelovige boven een gelovige verkiest, dan kan hij niet op hulp van God rekenen. Een gelovige mag alleen een ongelovige als vriend of helper verkiezen als hij zichzelf daarmee kan beschermen." De soennitische Korangeleerde Ibn Kathir legde deze aya als volgt uit: 'Gelovigen die voor hun veiligheid vrezen door ongelovigen, mogen zich vriendschappelijk opstellen jegens de ongelovigen. Deze vriendschap mogen zij aan de buitenkant tonen, maar nooit van binnen voelen.'
Binnen de islam bestaat onenigheid over de interpretatie en het gebruik van het principe omdat het als gedragsregel aanleiding zou kunnen geven tot hypocrisie, veinzen en liegen. De meeste stromingen binnen de islam geven geen mandaat voor de toepassing ervan en verwijzen naar verschillende overleveringen waarin het veinzen wordt afgewezen en zelfs als sjirk worden aangemerkt. Volgens veiligheidsdiensten zijn er nieuwe ontwikkelingen in (ultra-)extremistische kring die erop wijzen dat daar voor eigen doeleinden - ongeacht de oorspronkelijke context - op wordt teruggegrepen.
Takiyya heeft, zoals alle andere islamitische leefregels, richtlijnen en grenzen. Volgens de meeste sjiieten kan toepassing van takiyya alleen als legaal worden beschouwd onder bedreiging of vervolging vanwege het geloof. In die betekenis heeft het begrip enige verwantschap met de juridische term "overmacht", waarvan de toepassing en maatschappelijke acceptatie evenwel lang niet even diep in de westerse cultuur verankerd is en de normen overstijgende religieuze strekking geheel ontbreekt.

## Ontstaansgeschiedenis
Takiyya vindt haar oorsprong in de Koran als een praktisch principe en komt erop neer dat liegen onder zeer bepaalde omstandigheden niet bestraft hoefde te worden, enigszins vergelijkbaar met het “leugentje om bestwil”. Het oorspronkelijke concept gaat alleen over het verhullen van het geloof dat iemand belijdt, hij mocht dit geloof verbergen als uitkomen voor zijn geloof hem in gevaar zou kunnen brengen. 
Vanaf de 8e eeuw was er een expansie van de islam naar de cultuurwereld van de Byzantijnen en Perzen. Hierdoor maakte de Arabische wereld kennis met nieuwe ideeën. Filosofische en wetenschappelijke verhandelingen werden in de 8e en 9e eeuw vanuit het Grieks in het Arabisch vertaald. Het contact met andere culturen en de tegenstellingen tussen moslims, dualisten (verbonden aan het gnosticisme en het manicheïsme), christenen en boeddhisten leidde tot de ontwikkeling van een nieuwe islamitische stroming waarvan de aanhangers bekendstonden als mutazila (“zij die apart stonden”). Centraal in hun opvattingen stond het geloof in de eigen menselijke verantwoordelijkheid en de vrije wil. De vrije wil achtten zij wel in harmonie met het goddelijke oordeel, maar in tegenspraak met goddelijke voorbeschikking. De sjiieten accepteerden deze leerstelling. De mens werd door hen in staat geacht zélf goed van kwaad te kunnen onderscheiden en vrij van wil te zijn. Verantwoording voor daden moest hij nog steeds afleggen maar niet tegenover een collectief of georganiseerde staat, maar allereerst aan het oordeel van een barmhartige God. Vanuit dit inzicht kon takiyya zich onder de sjiieten ontwikkelen in de aanvangsperiode van vervolging en nederlagen tegen het centrale (soennitische) gezag. Aan het centrale gezag was de sjiiet immers geen verantwoording schuldig, alleen God had het recht over hem te oordelen. In de periode van soennitische overheersing werd takiyya belangrijk als religieuze leerstelling en gedragsregel. De takiyya is veel toegepast tijdens het kalifaat van de Omajjaden en het kalifaat van de Abbasiden, gedurende die perioden werden sjiieten vervolgd door soennieten.

### Wanneer is takiyya toegestaan?
De sjiitische ayatollah Sistani beschreef takiyya als volgt:
- Takiyya moet worden toegepast voor de veiligheid van het individu. Als iemand bang is dat hij gedood of verwond zal worden wegens zijn geloof, dan is hij verplicht takiyya toe te passen.
- Takiyya mag toegepast worden om een conflict op te lossen of te voorkomen, door volgens de takiyya te handelen kunnen partijen weer nader tot elkaar komen. Het toepassen van de takiyya is in dit geval niet verplicht.
- Takiyya is verboden als dat anderen in gevaar brengt. Takiyya is in dit geval ook verboden als iemand daarmee zijn eigen leven kan redden. Takiyya is in dit geval haram.

## "Takiyya" in Nederland
Volgens het AIVD-rapport "Van dawa tot jihad" (2004) is van onverenigbaarheid van islam en democratie in haar algemeenheid geen sprake. Binnen de hedendaagse radicaal-politieke islam manifesteren zich echter diverse strategische opvattingen over de middelen en activiteiten om hun doelen te bereiken. Deze politieke interpretatie van takiyya wordt als onverenigbaar met de westerse normen en waarden ervaren. Veiligheidsdiensten gaan er in de strijd tegen het als politiek-islamitisch bestempelde terrorisme van uit dat aan deze interpretatie gerelateerde handelingen structureel – ook op een breder vlak - worden toegepast. Hierbij wordt een onderscheid gemaakt tussen “een voornamelijk openlijk dan wel heimelijk karakter van de activiteiten”.
Citaat:
"Bij de heimelijke strategieën betreft het activiteiten als heimelijke financiering, intredepolitiek in het maatschappelijk middenveld onder valse vlag en/of met een dubbele agenda, het doelbewust rondstrooien van valse geruchten en samenzweringstheorieën om spanningen tussen groepen te stimuleren enzovoort."
In een voetnoot bij deze passage merkt het rapport op: "In radicaal-islamitische kringen wordt met betrekking tot heimelijke activiteiten soms verwezen naar het traditionele concept takiyya (‘zijn ware religieuze achtergrond verbergen’). Volgens dit traditionele concept zijn moslims in een niet-moslimomgeving gerechtigd om hun moslim-zijn te verbergen (om bijvoorbeeld vervolging te voorkomen maar ook om heimelijk de strijd tegen de ongelovigen te voeren)."
In het AIVD-rapport "De politieke islam in Nederland" (1998) werd al gesteld dat integratieproblemen ertoe leiden dat groepen moslims zich in hun geloof en cultuur bedreigd voelen. “In de praktijk blijken radicale of ultraorthodoxe moslimleiders soms dankbaar in te spelen op de bestaande angsten en onzekerheden, teneinde aanhang te verwerven.”
Als islamitische woordvoerders die vanuit dit gevoel als geloofsgroep menen bedreigd te zijn takiyya hanteren, is het op hun woord nemen vanuit een democratische en rechtsstatelijke gezindheid niet altijd even terecht. Een moskeebestuur kan dan in de verleiding worden gebracht om zich naar de lokale overheid anders uit te spreken en te gedragen dan in kleinere – of eigen - kring. Het onderliggende gedachtegoed van extremisten wordt in het Westen zelden begrepen of herkend, wat deels de lage weerstandscapaciteit van democratisch en rechtsstatelijk ingestelde niet-moslims tegen excessen zou verklaren.
Berucht is de Deense cartoonaffaire (zie Cartoons over Mohammed in Jyllands-Posten), waar de internationale moslimverontwaardiging over beledigende cartoons werd aangedikt met “bewijsmateriaal” waarin ook niet-gepubliceerde cartoons waren opgenomen. Dit "bewijsmateriaal" werd verspreid door moslimleiders (geleid door de Palestijns-Deense imam Aboe Laban) terwijl deze zich in het openbaar veel gematigder over de cartoons hadden uitgelaten. Deze politiek roept herkenning op met het hierboven over takiyya geschetste beeld.
Zoals uit het huidige islamdebat blijkt, gaat de argwaan nog verder. Wegens de afschaffingsleer zou het misleidend zijn om zomaar alle ayaat die goed passen bij het westerse denken als religieus voorgeschreven te presenteren. In werkelijkheid heeft de acceptatie van vooral de oudere, over het algemeen mildere verzen een zeer hoog politiek gehalte: de Soedanese schriftgeleerde Mahmoed Mohammad Taha heeft getracht de afschaffingsleer ongedaan te maken door de islam van de Mekkaanse soera's als de ware islam te duiden en die van de Medinaanse soera's als een door politiek gecorrumpeerde islam, maar werd juist om die reden in 1985 in het openbaar ter dood gebracht. Illegaal toegepast op eigen leerstellingen zou takiyya aldus geen uitzicht op een consistente exegese geven: gematigde Koranteksten, zoals in de Medinaanse Soera De Koe: 'Er is geen dwang in de religie' (Soera De Koe 256), kunnen dan zowel oprecht tegen kritiek op de islam worden aangevoerd, als ter verdoezeling van meer intolerante, politiek geïnspireerde praktijken uit de latere Medinaanse soera’s. Uit de context geplaatst van de strijd tegen vijandige, ongelovige Mekkanen kunnen deze latere verzen immers zelfs die eerdere oproep tot tolerantie tegenspreken.
In het Westen wordt takiyya nogal eens geassocieerd met 'met dubbele tong praten' of liegen. Moslims worden er wel van beschuldigd andere standpunten in te nemen afhankelijk van hun publiek. Fouad Ajami (een Libanees-Amerikaanse professor) beschuldigde bijvoorbeeld de in Nederland en Engeland werkende hoogleraar Tariq Ramadan van het gebruik van takiyya. Ramadan zou zijn westerse publiek andere dingen voorhouden dan zijn Arabische publiek, hierbij zou Ramadan zich ten onrechte bedienen van de takiyya. Ook islamitische terroristen en het Iraanse regime worden ervan beschuldigd de takiyya onjuist toe te passen. In de ogen van hun critici vertellen ze gewoon onwaarheden, de tegenstanders van deze critici menen dat de critici het concept van de takiyya niet begrijpen en dat nou eenmaal alle politici liegen.